# G-Squad
G-Squad est un boys band français actif entre 1996 et 1998. Ses titres les plus célèbres sont Raide dingue de toi, Aucune fille au monde, Bébé et Touché en plein cœur.
Les membres du groupe étaient Chris, Gérald, Marlon, Mika et Andrew.

## Biographie

### Débuts et succès
Le groupe est formé en 1996,. La signification du nom du groupe a été expliquée par Chris lui-même lors d'un passage dans l'émission La Chance aux chansons, « L'escadron du Groove ». Leur premier album, simplement baptisé G-Squad, se vend à plus de 200 000 exemplaires. Le titre Aucune fille au monde figure dans le Top 50 pendant dix-huit semaines consécutives. Andrew et Gérald quittent le groupe avant la sortie de leur deuxième album, intitulé Besoin de vous, qui contient les singles Besoin de vous et Combien de larmes.

### Post-séparation
Il ne reste plus que trois membres quand leur deuxième album sort, précédant de peu la disparition du groupe. Après la séparation du groupe (due en grande partie à la fin du phénomène des boys band), certains de ses membres tentent une carrière solo dans la chanson, à l'instar de Chris Keller ou D'Gey (Gérald Jean-Laurent), mais sans succès. Par ailleurs, ce dernier fait son coming out quelques années plus tard et milite notamment pour la reconnaissance de l'homoparentalité.
Chris Keller collabore à des comédies musicales, notamment La Légende de Broadway en 2008. Il réalise également des clips, dont celui de la chanson Armstrong pour Maurane. Il participe, en 2013, au casting de la deuxième saison de l'émission The Voice avec le titre de Julie London Cry Me A River mais aucun des quatre coachs ne se retourne. En 2012, il participe également à la comédie musicale L'Enfant au grelot, dans laquelle il interprète deux personnages (Hippolyte, un orphelin, ainsi que le Père Noël) ; le spectacle est diffusé sur TF1 le 2 mars 2013[réf. nécessaire].
En juin 2015, pour fêter les 20 ans du phénomène boys band en France, Chris Keller lance le groupe Génération Boys Band en compagnie de Frank Delay (ancien membre des 2Be3) et Allan Theo. En juillet 2015, le trio est invité dans l'émission Village Départ sur France 3. Le groupe débute ensuite une tournée en France et un album compilation sort courant 2016. Keller témoigne, en 2016, comme d'autres ex membres de boys band (dont Franck Delay et Steven Gunnell), dans le documentaire Génération Boys band, 20 ans déjà ! produit par Cyril Hanouna et diffusé sur C8.
De son côté, Marlon tourne dans une publicité pour une marque de chips[réf. nécessaire]. En 2017, Andrew publie des titres sur Internet, dont une reprise de Careless Whisper de George Michael.
Toujours en 2017, le groupe Génération Boys Band publie un single inédit intitulé Fan de toi. En parallèle, le groupe monte une pièce de théâtre intitulée Boys Band Encore.